# Palmeira d'Oeste
Palmeira d'Oeste é um município brasileiro do estado de São Paulo. Possui uma população estimada em 8.994 habitantes (IBGE/2024). O município é formado pela sede e pelo distrito de Dalas.

## História

### Origem
Por volta do ano de 1940, Tomaz Vicente Vicente adquiriu, juntamente com o seu filho José Vicente Vicente, uma gleba de 110 alqueires de terras, da Fazenda Palmeira, ótima para o plantio de café, produto agrícola que eles conheciam profundamente, por serem uma família de tradicionais cafeicultores. Vinham de São José do Rio Preto e para chegarem à terra de caminhão gastavam quinze dias, tendo em vista o longo percurso da estrada e suas péssimas condições. Como idealizava o plantio de café, o Sr. Tomaz Vicente Vicente trouxe para as terras algumas famílias, ainda hoje com seus descendentes radicados na cidade (famílias Ressude, Scarpin, Galetti, etc).
Eram 18 horas quando entre tantos que ajudaram a levantar o Cruzeiro estavam Antônio Galetti, André Ressude, Zacarias das Neves, Chico Bizelli, José Vicente Vicente e seu pai Tomaz Vicente Vicente. E naquela região semi-deserta já podia-se ver o símbolo sempre perene de Cristo. Cruzeiro este que foi feito por Donaot Botta.
Foi rezado o terço por Maria Tiburtina de Jesus, mãe do “Chiquinho Carreiro”. Ao término da cerimônia religiosa ouviu-se o som de dezenas de rojões, acompanhado de tiros de revólveres e espingardas, numa alegre e sincera demonstração de júbilo pela fundação do patrimônio de Palmeira d'Oeste, naquele dia 13 de dezembro de 1944.
Quem inspirou e executou a fundação do patrimônio foi o Sr. Orestes Ferreira de Toledo, que ao olhar ao seu redor, onde se erguiam dezenas de Palmeiras, exclamou: “O patrimônio vai chamar-se Palmeira d'Oeste”. Já o doador das terras para o patrimônio foi José Vicente Vicente.

### Formação territorial-administrativa
Histórico da formação do município:
- Distrito criado no município de Jales pela Lei nº 233, de 24/12/1948.
- Município criado pela Lei nº 5.285, de 18/02/1959.

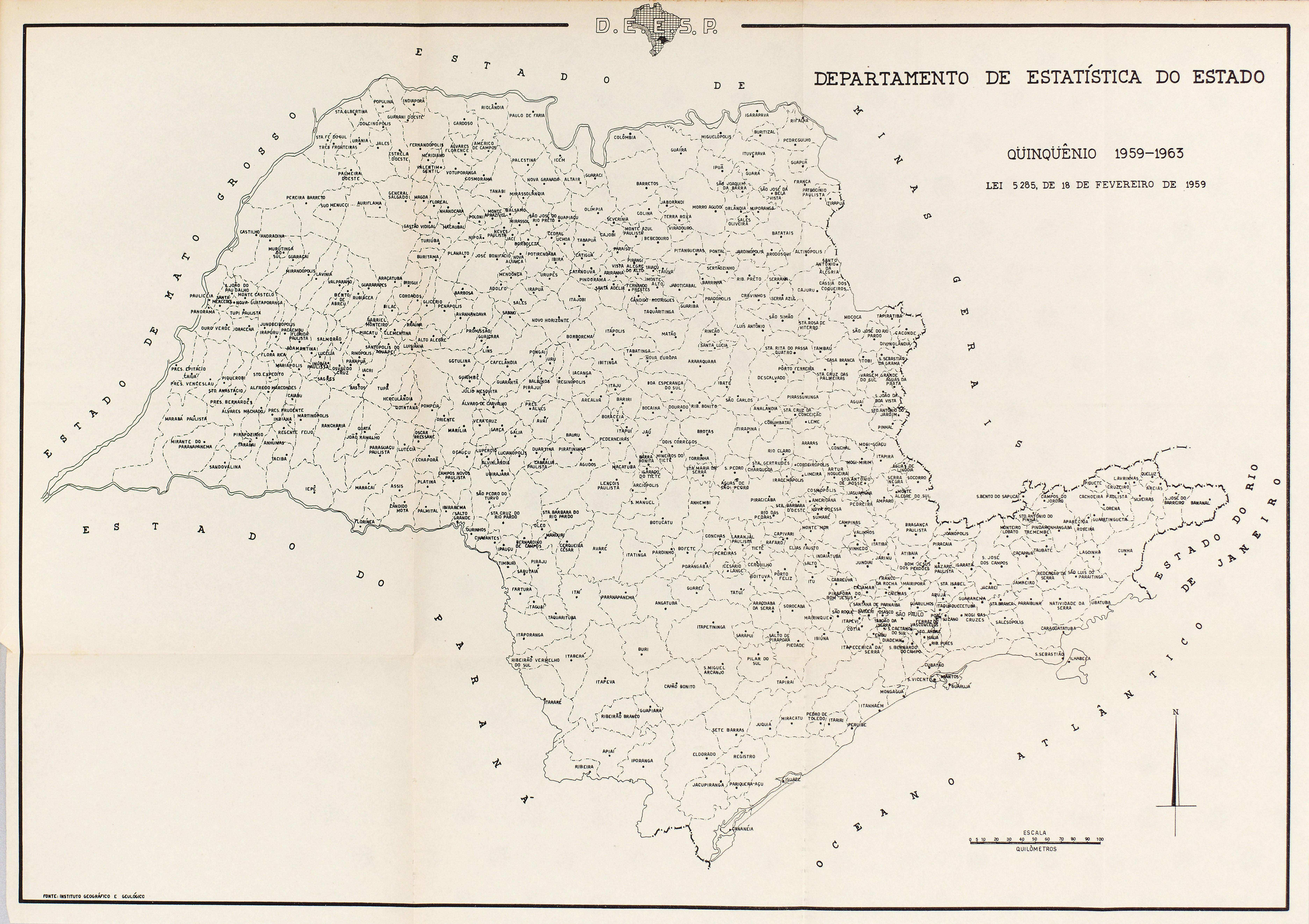
Estado de São Paulo (1959).

## Geografia
Localiza-se a uma latitude 20º24'59" sul e a uma longitude 50º45'43" oeste, estando a uma altitude de 433 metros. Possui uma área de 318,740 km².

### Hidrografia
- Rio São José dos Dourados

### Rodovias
- SP-563

## Demografia

### População
| Crescimento populacional                             | Crescimento populacional | Crescimento populacional | Crescimento populacional |
| Ano                                                  | População Total          |                          | %±                       |
| ---------------------------------------------------- | ------------------------ | ------------------------ | ------------------------ |
| 1960                                                 | 19 863                   |                          | —                        |
| 1970                                                 | 15 345                   |                          | −22,7%                   |
| 1980                                                 | 12 673                   |                          | −17,4%                   |
| 1991                                                 | 10 950                   |                          | −13,6%                   |
| 2000                                                 | 10 322                   |                          | −5,7%                    |
| 2010                                                 | 9 584                    |                          | −7,1%                    |
| 2022                                                 | 8 903                    |                          | −7,1%                    |
| Est. 2024                                            | 8 994                    | [ 9 ]                    | 1,0%                     |
| Fontes: Censos Demográficos IBGE e Estimativas SEADE |                          |                          |                          |

### Dados demográficos
Dados do Censo - 2010
População total: 9.584
- Urbana: 7.268
- Rural: 2.316
- Homens: 4.805[14]
- Mulheres: 4.779

Densidade demográfica (hab./km²): 30,02
Taxa de alfabetização: 91,2%
Dados do Censo - 2000
Mortalidade infantil até 1 ano (por mil): 16,96
Expectativa de vida (anos): 70,64
Taxa de fecundidade (filhos por mulher): 1,96
Índice de Desenvolvimento Humano (IDH-M): 0,765
- IDH-M Renda: 0,689
- IDH-M Longevidade: 0,761
- IDH-M Educação: 0,845

(Fonte: IPEADATA)

## Infraestrutura

### Comunicações
O sistema de telefones automáticos foi inaugurado na cidade em 1979 pela Telecomunicações de São Paulo (TELESP), que também implantou o sistema de discagem direta à distância (DDD) em 1979 com o código de área (0176).
Na década de 90 o código DDD da cidade foi alterado para (017), para padronização do sistema telefônico com a telefonia celular que estava sendo implantada em todo o estado.

## Pessoas ilustres
- Marcus Túlio Tanaka, futebolista.

## Religião
O Cristianismo se faz presente na cidade da seguinte forma:

### Igreja Católica
- A igreja faz parte da Diocese de Jales.[19]

### Igrejas Evangélicas
Entre as igrejas protestantes históricas, pentecostais e neopentecostais, encontram-se na cidade:
- Assembleia de Deus Ministério do Belém.[22][23]
- Congregação Cristã no Brasil.[24]